# Erik Nilsson (ishockeymålvakt)
Erik Nilsson, född 1 mars 1982 i Luleå, är en svensk före detta professionell ishockeymålvakt.
Nilsson var reservmålvakt under 4 säsonger i Luleå HF, åren 1999-2003. Säsongen 2002/03 spelade han i Allsvenskan för Piteå HC.